# Naturlig hestehåndtering
Naturlig hestehåndtering, på engelsk; Natural horsemanship, også kaldet hestehviskeri, er en kollektiv term for en variation af hestetræningsmetoder, der er vokset hurtigt i popularitet siden 1980'erne. Teknikkerne varierer i deres præcise grundsætning, men deler generelt principper for at udvikle et bånd med heste,  ved brug af kommunikationsteknikker udsprunget af observationer af vilde heste, ved brug af fremgangsmåder der afviser voldelige træningsmetoder.
Naturlig hestehåndtering er en relativt ny tilgang til hestetræning, som tager udgangspunkt i hestens naturlige adfærd og behov, for at få den mest konfliktfrie hestetræning muligt.
Ordet hestehåndtering er efter det amerikanske udtryk horsemanship og dækker al omgang med heste lige fra fodring, pleje og opstaldning til træning, og traditionelt taler man om god og dårlig horsemanship. Inden for de seneste 10 års tid er begrebet natural horsemanship, naturlig hestehåndtering, så kommet til.
Naturlig hestehåndtering søger at lære hestens behov og naturlige adfærd at kende, så man kan tage de nødvendige hensyn og samtidig udnytte den viden til at tilrettelægge et træningsforløb for hesten, som tager udgangspunkt i dens psykologi.
Hesten er et flugtdyr og er fra naturens side udstyret med en stor skepsis over for mange af de ting, som mennesket forlanger af den. For eksempel er hesten klaustrofobisk anlagt, idet enhver blokering begrænser dens mulighed for omgående at flygte. Det giver ofte problemer med trailerlæsning, bid og selve ridningen, og hvis man træner efter de naturlige hestehåndteringsmetoder, gør man det til et selvstændigt mål for træningen at få hesten til at acceptere hver enkelt delelement.
De senere år er trick kommet til, som ofte blandes sammen med horsemanship. Den største forskel mellem trick og horsemanship er grunden til at lære en hest en øvelse. Tricktræning har øvelserne selv som mål, og horsemanship bruger øvelserne til at afhjælpe forskellige dysfunktioner hos hesten og opnå en højere grad af kommunikation.
Naturlig hestehåndtering er en forholdsvist ny trend i den vestlige verden, men har sit udspring i en gammel overleveret viden om hesteadfærd. Nogle tidlige foregangsmænd er for eksempel Ray Hunt og Tom Dorrens, og inden for de sidste 20 års tid har personer som Monty Roberts og Pat Parelli lykkedes med at udbrede den viden i en aldrig tidligere set skala.
Ofte rides der også bidløst, bomløst og uden sko i denne disciplin.